# 南洲翁終焉之地

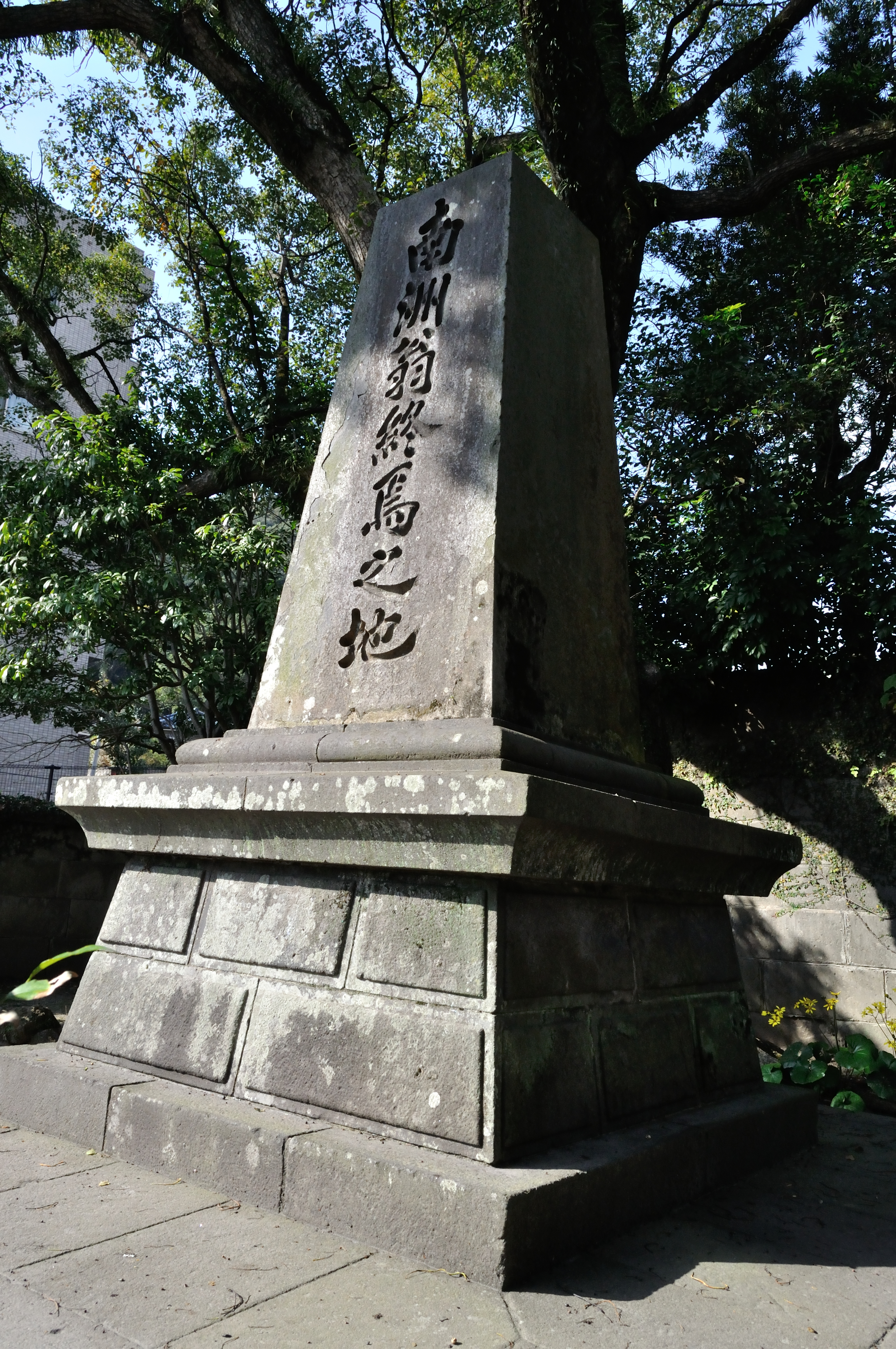
南洲翁終焉之地

南洲翁終焉之地（なんしゅうおうしゅうえんのち）は、鹿児島県鹿児島市城山町にある西郷隆盛（南洲翁）が自刃した場所を示す石碑。「西郷隆盛終焉の地」として鹿児島市の記念物（史跡）に指定されている。

## 城山の戦いと西郷隆盛の死

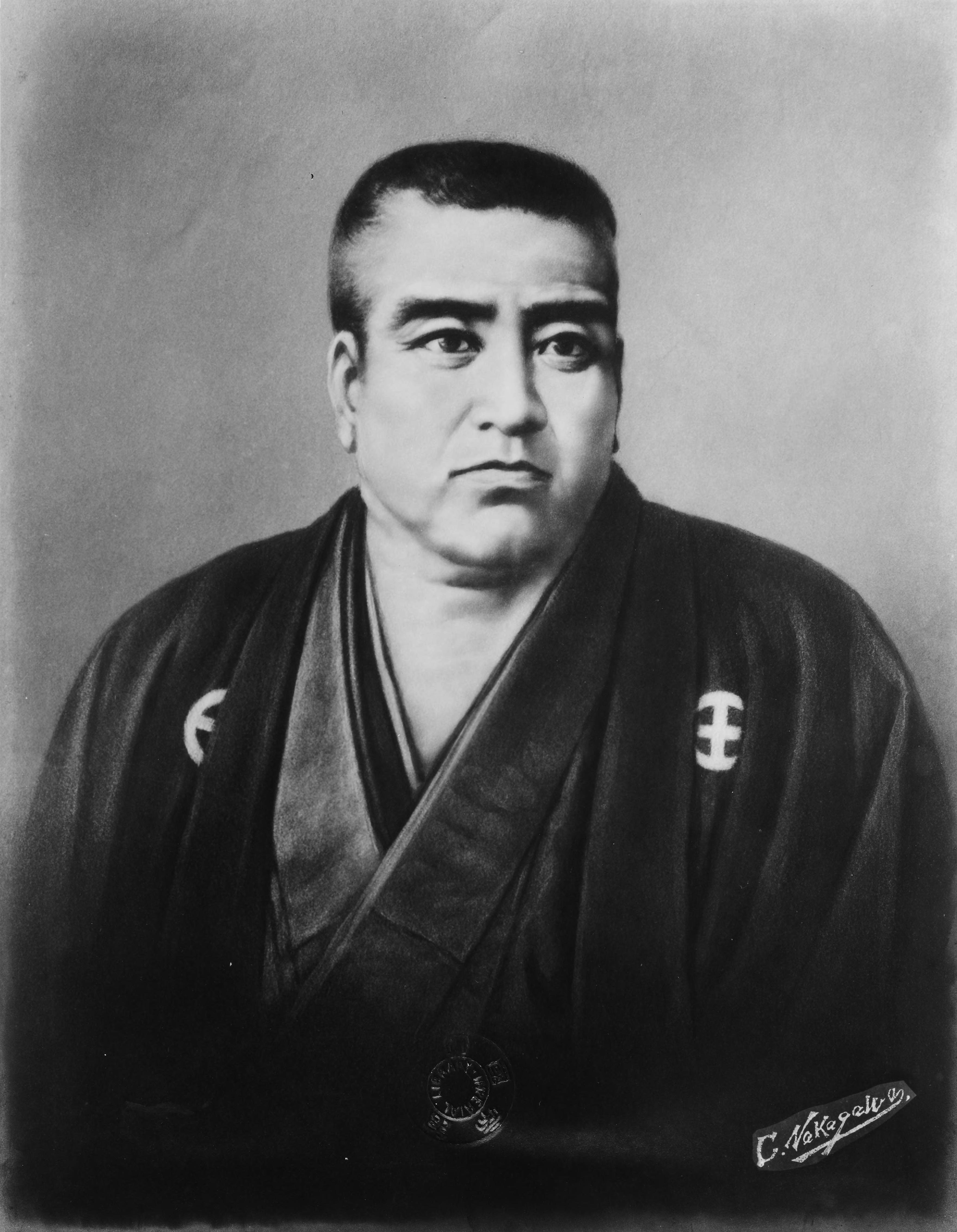
西郷隆盛

1877年（明治10年）に勃発した士族反乱である西南戦争の終盤、鹿児島へ戻った西郷隆盛らは、9月1日に鹿児島城の背後にある城山を急襲して立てこもった。
同年9月24日午前4時、城山に立てこもってた西郷隆盛らの軍勢に対して明治政府（大日本帝国陸軍）側からの総攻撃が始まり、西郷隆盛らは立てこもっていた洞窟から岩崎谷に向けて歩を進めた。洞窟を出たのちに西郷隆盛は島津応吉邸付近で腰と大腿部を銃弾で撃ち抜かれ、徒歩が困難となった西郷隆盛は別府晋介に介錯をさせて自刃した。

## 石碑の建立

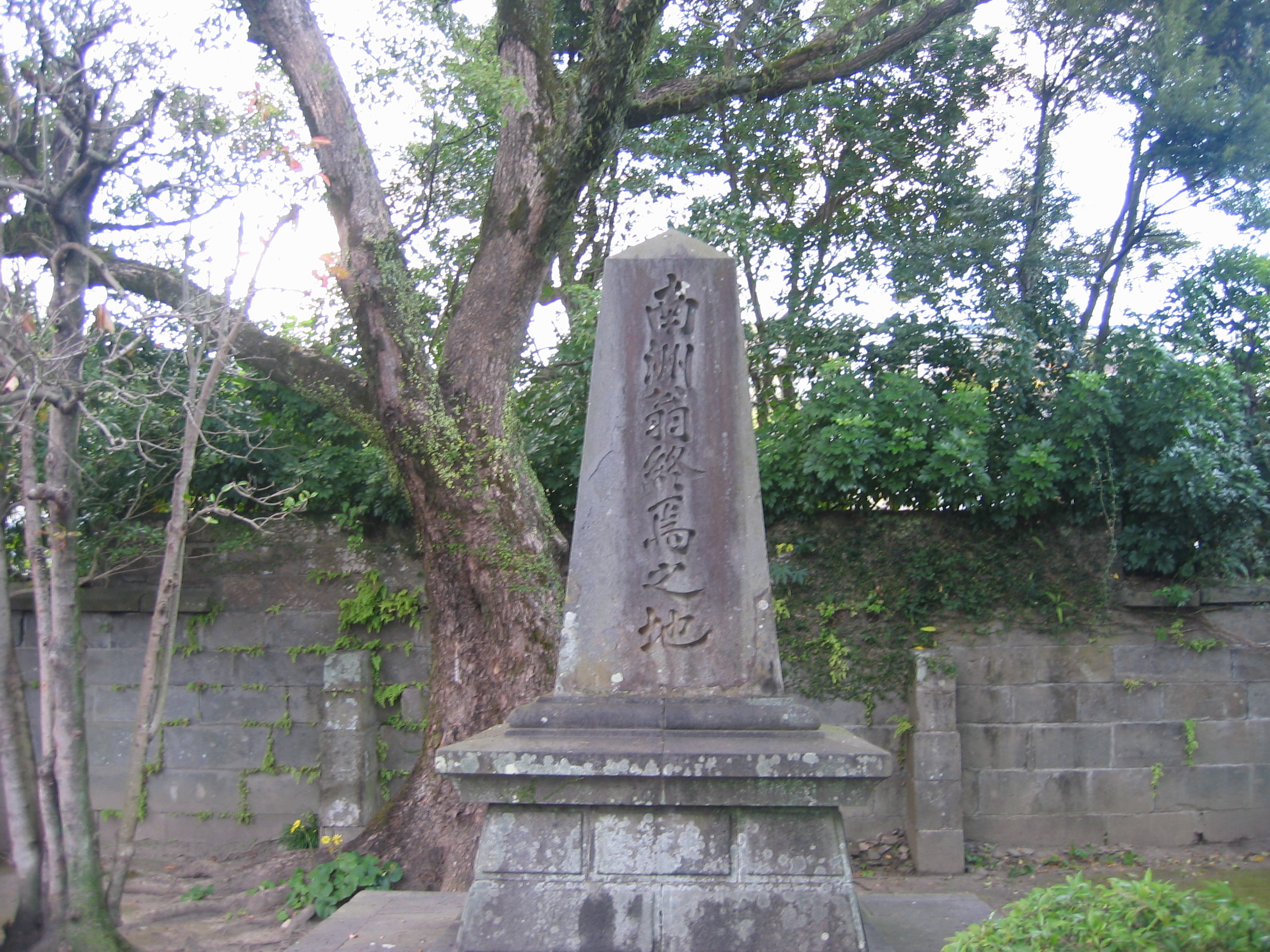
石碑の正面

「南洲翁終焉之地」の石碑は1899年（明治32年）9月に建立されたものである。鹿児島市長であった山本徳次郎を委員長とする南洲祠堂常設委員会は建てられてあった石碑と土地を鹿児島市へ寄付し、寄付を受けた鹿児島市は公園の付属地として管理することとなった。1974年（昭和49年）3月15日には「西郷隆盛終焉の地」として鹿児島市の記念物（史跡）に指定された。
石碑の裏面には以下のように記されており、西郷隆盛の最期の概要をうかがい知れる。

丁丑ノ役交戦幾月薩軍日州長井村ノ重圍ヲ破リ連戰數回鹿兒島ニ歸リテ城山ニ據ル時ニ九月一日ナリ官軍從テ之ヲ圍ム數匝是ヨリ復激戦虚日ナシ同二十四日未明官軍衆ヲ悉クシテ薄ル翁既ニ決スル所アリ諸士ヲ率ヒテ山ヲ下ル彈丸雨下半ハ途ニ殪ル翁遂ニ岩崎口ノ砲壘ヲ擁シテ自刃ス年五十一 桐野利秋・村田新八・桂久武・池上貞固・別府景長・辺見十郎太 其他悉ク之ニ傚フ今此碑ノ立所是其終焉ノ地タリ焉ソ此旧跡ヲシテ湮滅セシムルニ忍ヒンヤ是ニ於テ有志相謀リ石碑ヲ建テ以テ永ク紀念ト爲ス
明治三十二年九月之ヲ建ル

## 交通アクセス
- 所在地：鹿児島県鹿児島市城山町12番
- カゴシマシティビュー「薩摩義士碑前」下車徒歩約5分[10]